# Lauri Törni
Lauri Allan Törni (Viipuri, 28 de maio de 1919 — Quang Nam, 18 de outubro de 1965), mais tarde conhecido como Larry Alan Thorne, foi um soldado finlandês que lutou sob três bandeiras: como oficial do Exército da Finlândia na Guerra de Inverno e na Guerra da Continuação, ganhando o posto de capitão; como capitão da Waffen-SS (sob o pseudônimo de Larry Laine) no Batalhão Voluntário de Finlandeses, quando lutou contra o Exército Vermelho na Frente Oriental na Segunda Guerra Mundial; e como major do Exército dos Estados Unidos (sob o pseudônimo de "Larry Thorne") quando serviu nas Forças Especiais do Exército dos Estados Unidos na Guerra do Vietnã.
Törni morreu em um acidente de helicóptero durante a Guerra do Vietnã e foi promovido ao posto de major postumamente. Seus restos mortais foram localizados três décadas depois e enterrados no Cemitério Nacional de Arlington; ele é o único ex-membro da Waffen-SS conhecido por estar enterrado lá.

## Início de vida e educação
Batizado de Lauri Allan Törni, ele nasceu em Viipuri, província de Viipuri, Finlândia, filho do capitão de navios Jalmari (Ilmari) Törni, e sua esposa, Rosa (nascida Kosonen). Törni tinha duas irmãs: Salme Kyllikki (n. 1920) e Kaija Iris (n. 1922). Um jovem atlético, Törni foi um dos primeiros amigos do futuro medalhista de ouro no boxe olímpico Sten Suvio. Depois de frequentar a escola de negócios e servir na Guarda Civil, Törni entrou no serviço militar em 1938, juntando-se ao Batalhão Jaeger 4 posicionado em Kiviniemi; quando a Guerra de Inverno começou em novembro de 1939, seu alistamento foi estendido e sua unidade confrontou as tropas soviéticas invasoras em Rautu.

## Carreira

### Segunda Guerra Mundial

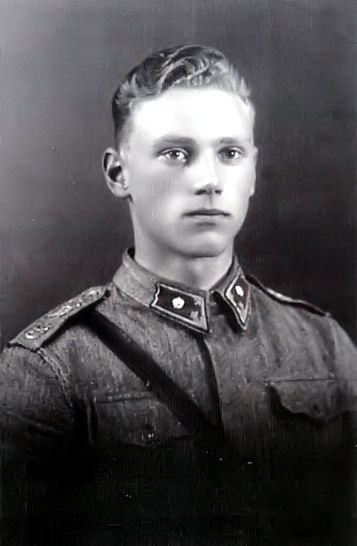
Vänrikki Lauri Törni depois de se formar na escola de cadetes em 1940

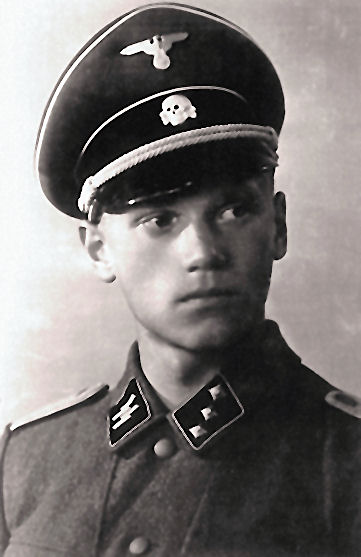
Törni em um uniforme Waffen SS durante o treinamento em 1941

Patch de ombro do Destacamento Törni

Durante as batalhas no lago Ladoga, Törni participou da destruição das divisões soviéticas que foram cercadas em Lemetti.
Seu desempenho durante esses combates foi notado por seus comandantes e, no final da guerra, ele foi designado para o treinamento de oficiais, onde foi comissionado como Vänrikki (segundo-tenente) na reserva. Após a Guerra de Inverno, em junho de 1941, Törni foi para Viena, na Áustria, para sete semanas de treinamento com a Waffen-SS, e retornou à Finlândia em julho; como oficial finlandês. Os alemães o reconheceram como um Untersturmführer. A maior parte da reputação de Törni foi baseada em suas ações bem-sucedidas na Guerra da Continuação (1941–44) entre a União Soviética e a Finlândia. Em 1943, uma unidade informalmente denominada Destacamento Törni foi criada sob seu comando. Esta foi uma unidade de infantaria que penetrou profundamente atrás das linhas inimigas e logo desfrutou de uma reputação em ambos os lados da frente por sua eficácia em combate. Um dos subordinados de Törni era o futuro presidente da Finlândia, Mauno Koivisto. Koivisto serviu em uma companhia de reconhecimento sob o comando de Törni durante a Batalha de Ilomantsi, o confronto final entre a Finlândia e a União Soviética na Guerra da Continuação, durante julho e agosto de 1944. A unidade de Törni infligiu baixas tão pesadas às unidades soviéticas que o Exército Soviético colocou uma recompensa de 3 000 000 marcos finlandeses por sua cabeça. Ele foi condecorado com a Cruz de Mannerheim de 2.ª Classe em 9 de julho de 1944.
O Armistício de Moscou de setembro de 1944 exigia que o governo finlandês removesse as tropas alemãs de seu território, resultando na Guerra da Lapônia; durante este período, grande parte do exército finlandês foi desmobilizado, incluindo Törni, deixando-o desempregado em novembro de 1944. Em janeiro de 1945, ele foi recrutado pelo movimento de resistência pró-alemão na Finlândia e partiu para treinamento para sabotadores na Alemanha, com a intenção de organizar a resistência caso a Finlândia fosse ocupada pela União Soviética. O treinamento foi encerrado prematuramente em março, mas como Törni não conseguiu transporte para a Finlândia, ele se juntou a uma unidade alemã para lutar contra as tropas soviéticas perto de Schwerin, na Alemanha. Ele se rendeu às tropas britânicas nos últimos estágios da Segunda Guerra Mundial e finalmente retornou à Finlândia em junho de 1945, após escapar de um campo de prisioneiros de guerra britânico em Lübeck, Alemanha.

### Imigração para os Estados Unidos
Em 1949, acompanhado por seu subcomandante dos tempos de guerra Holger Pitkänen, Törni viajou para a Suécia, cruzando a fronteira de Tornio para Haparanda (Haaparanta), onde muitos habitantes são finlandeses étnicos. De Haparanda, Törni viajou de trem para Estocolmo, onde ficou com a Baronesa von Essen, que abrigou muitos oficiais finlandeses fugitivos após a guerra. Pitkänen foi preso e repatriado para a Finlândia. Permanecendo na Suécia, Törni se apaixonou por uma finlandesa sueca, Marja Kops, e logo ficou noivo. Na esperança de estabelecer uma carreira antes do casamento, Törni viajou sob um pseudônimo de marinheiro sueco a bordo do SS Bolivia, com destino a Caracas, na Venezuela, onde conheceu um de seus comandantes da Guerra de Inverno, o coronel finlandês Matti Aarnio, que estava exilado.[carece de fontes?] tendo se estabelecido na Venezuela após a guerra. De Caracas, Törni alugou um cargueiro sueco, o MS Skagen, com destino aos Estados Unidos em 1950.
Enquanto estava no Golfo do México, perto de Mobile, Alabama, Törni pulou no mar e nadou até a costa. Agora um refugiado político, Törni viajou para a cidade de Nova Iorque, onde foi ajudado pela comunidade finlandesa-americana que vive no Sunset Park "Finntown" do Brooklyn. Lá ele trabalhou como carpinteiro e faxineiro. Em 1953, Törni obteve uma autorização de residência por meio de um lei do Congresso que foi conduzido pelo escritório de advocacia de "Wild Bill" Donovan, ex-chefe do Escritório de Serviços Estratégicos.

#### Exército dos Estados Unidos
Törni alistou-se no Exército dos EUA em 1954 sob as disposições da Lei Lodge-Philbin e adotou o nome de Larry Thorne. No Exército dos Estados Unidos, ele fez amizade com um grupo de oficiais finlandeses-americanos que ficaram conhecidos como "Homens do Marttinen" (Marttisen miehet).
Com o apoio deles, Thorne ingressou nas Forças Especiais do Exército dos Estados Unidos. Enquanto estava nas Forças Especiais, ele ensinou esqui, sobrevivência, montanhismo e táticas de guerrilha. Ele frequentou a escola de aviação do Exército dos EUA e subiu sua patente para sargento. Recebendo sua cidadania americana em 1957, Thorne frequentou a  escola de candidatos a oficiais e foi comissionado como primeiro-tenente no Signal Corps. Mais tarde, ele recebeu uma comissão do Exército Regular e uma promoção a capitão em 1960. De 1958 a 1962, ele serviu no 10.º Grupo de Forças Especiais na Alemanha Ocidental em Bad Tölz, onde foi o segundo em comando em uma missão de busca e recuperação no alto cordilheira de Zagros no Irã, o que lhe rendeu uma reputação notável. Quando ele estava na Alemanha, ele visitou brevemente seus parentes na Finlândia. Em um episódio do programa de televisão documental americano The Big Picture, lançado em 1962 e composto por imagens filmadas em 1959, Thorne é mostrado como um tenente do 10.º Grupo de Forças Especiais do Exército dos Estados Unidos.

### Guerra do Vietnã

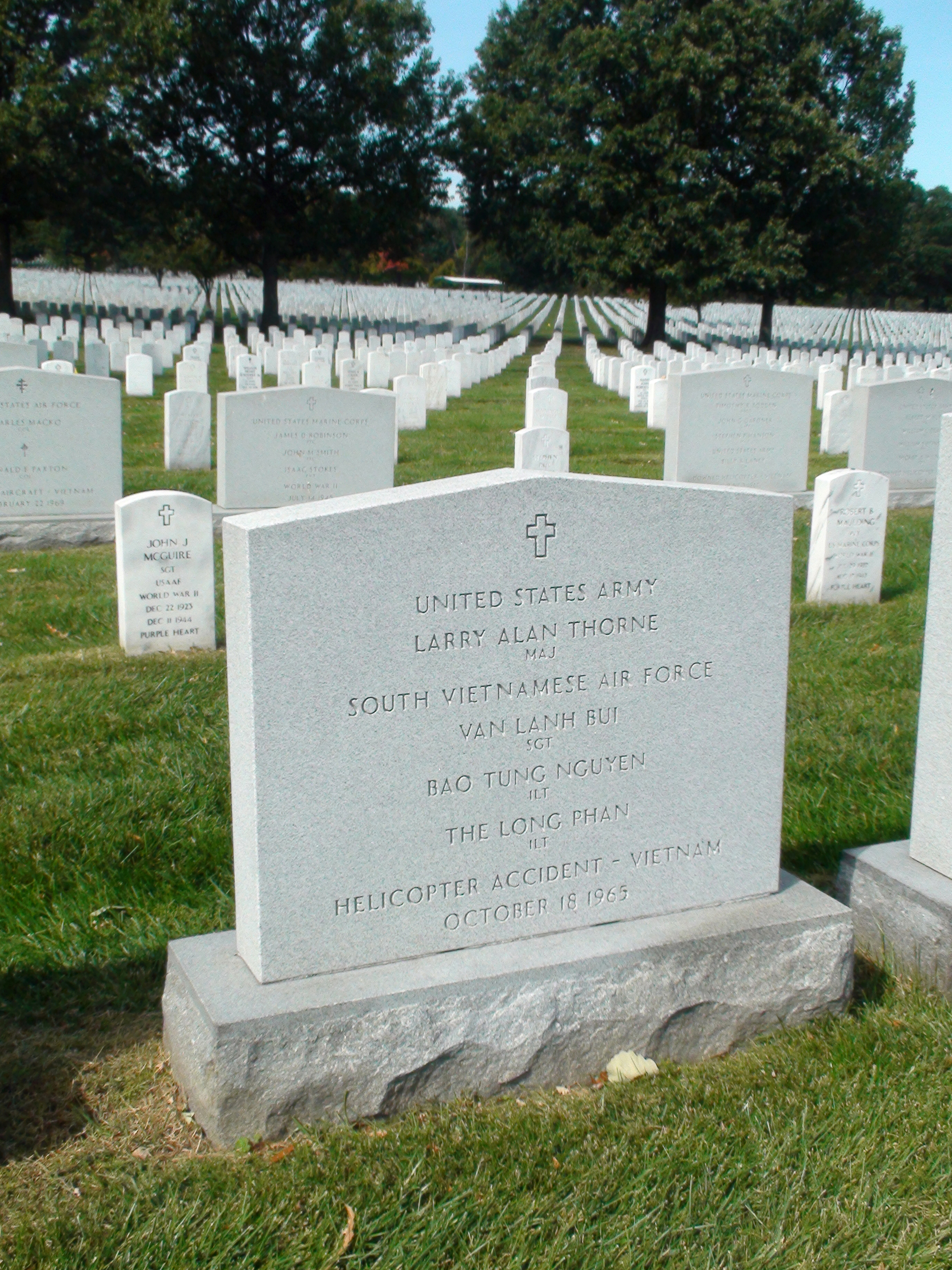
Sepultura compartilhada de Thorne e outras vítimas da Guerra do Vietnã no Cemitério Nacional de Arlington

Thorne esteve no Vietnã do Sul em novembro de 1963 para ajudar as forças do Exército da República do Vietnã na Guerra do Vietnã, Thorne e o Destacamento de Forças Especiais A-734 estavam posicionados no distrito de Tịnh Biên e designados para operar os acampamentos do Civilian Irregular Defense Group (CIDG) em Châu Lăng e mais tarde em Tịnh Biên.
Durante um ataque feroz ao acampamento do CIDG em Tịnh Biên, ele recebeu dois Corações Púrpuros e uma Estrela de Bronze por bravura durante a batalha.
A segunda viagem de Thorne ao Vietnã começou em fevereiro de 1965 com o 5.º Grupo de Forças Especiais; ele então foi transferido como conselheiro militar para o MACV-SOG, uma unidade classificada de operações especiais dos EUA com foco na guerra não convencional no Vietnã.
Em 18 de outubro de 1965, como parte da operação Shining Brass, Thorne estava supervisionando a primeira missão clandestina para localizar pontos de rotação vietcongues ao longo da trilha Ho Chi Minh e destruí-los com ataques aéreos. Dois helicópteros CH-34 da Força Aérea da República do Vietnã saíram do Campo de Forças Especiais de Kham Duc e se encontraram com um controlador aéreo Cessna O-1 Bird Dog da Força Aérea dos Estados Unidos em clima inclemente em uma área montanhosa do distrito de Phước Sơn, Quang Nam, Vietnã, a 40 km de Da Nang. Enquanto um CH-34 descia por uma brecha no clima rigoroso para deixar a equipe de seis homens, o comando do outro CH-34 carregando Thorne e o Cessna O-1 Bird Dog vagueava por perto. Quando o helicóptero que havia descido voltou acima da cobertura de nuvens, tanto o outro CH-34 quanto o O-1 haviam desaparecido. As equipes de resgate não conseguiram localizar o local do acidente. Pouco depois de seu desaparecimento, Thorne foi promovido ao posto de major e condecorado postumamente com a Legião do Mérito e a Cruz de Voo Distinto.
Em 1999, os restos mortais de Thorne foram encontrados por uma equipe finlandesa e da Joint Task Force-Full Accounting e repatriados para os Estados Unidos após uma cerimônia no
Aeroporto Internacional de Noi Bai que incluiu a Secretária de Estado Madeleine Albright e o embaixador Pete Peterson.
Formalmente identificado em 2003, seus restos mortais foram enterrados em 26 de junho de 2003 no Cemitério Nacional de Arlington, junto com os das vítimas da missão que foram recuperados no local do acidente. Ele foi homenageado no Monumento aos Veteranos do Vietname no Painel 02E, Linha 126. Ele deixou apenas sua noiva, Marja Kops.

## Condecorações militares

### Condecorações finlandesas
- Medalha da Liberdade de 2.ª classe, 26 de julho de 1940
- Medalha da Liberdade de 1.ª classe, 24 de agosto de 1940
- Cruz da Liberdade de 3.ª classe, 9 de outubro de 1941
- Cruz da Liberdade de 4.ª classe, 23 de maio de 1942
- Cruz de Mannerheim de 2.ª classe, 9 de julho de 1944
- Cruz Memorial da 1.ª Divisão
- Cruz de Tropas Jaeger da Fronteira
- Medalha de Bronze das Forças de Defesa

### Condecoração alemã
- Cruz de Ferro de 2.ª classe, 11 de dezembro de 1943[carece de fontes?]

### Exército dos Estados Unidos
- Distintivo de Infantaria de Combate
- Distintivo de Mestre Paraquedista
- Distintivo Prateado de Paraquedista Alemão
- Special Forces Tab
- Distintivo de Identificação do Serviço de Combate das Forças Especiais do Exército

#### Condecorações estadunidenses
- Legião do Mérito (póstumo)
- Cruz de Voo Distinto (póstumo)[d]
- Estrela de Bronze com "V" device
- Coração Púrpuro com aglomerado de folhas de carvalho
- Medalha do Ar
- Medalha de Recomendação do Exército
- Medalha de Boa Conduta
- Medalha de Serviço de Defesa Nacional com estrela
- Medalha de Serviço no Vietnã com duas estrelas de campanha
- Medalha da Campanha do Vietnã

## Datas das patentes

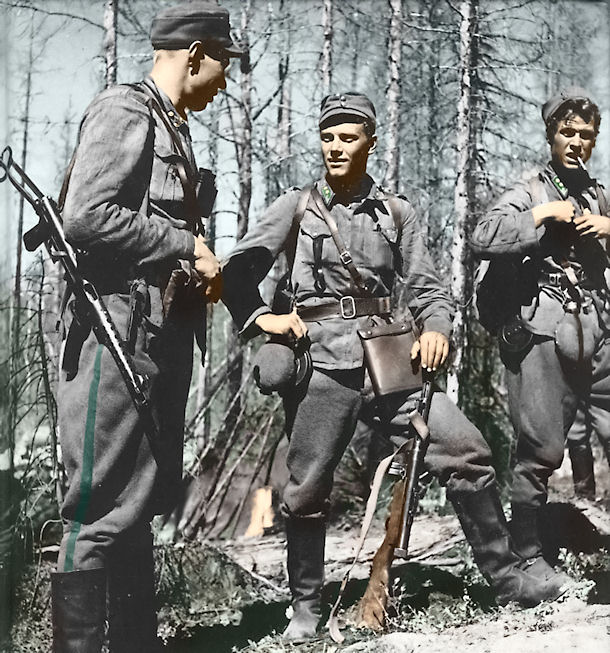
Törni (meio) como tenente do Exército Finlandês

### Exército Finlandês
- 3 de setembro de 1938, conscrito (reserva)
- 1 de março de 1939, segundo-cabo (reserva)
- 9 de maio de 1940, segundo-tenente (reserva)
- 5 de março de 1942, tenente (reserva)
- 27 de agosto de 1944, capitão (reserva)
- 6 de outubro de 1950, removido da lista de oficiais

### Waffen-SS
- 18 de maio de 1941, Untersturmführer (Nordost)
- 15 de abril de 1945, Hauptsturmführer (Sonderkommando Nord)

### Exército dos Estados Unidos
- 28 de janeiro de 1954, soldado
- 20 de dezembro de 1954, soldado de primeira classe
- 28 de abril de 1955, cabo
- 17 de novembro de 1955, sargento
- 9 de janeiro de 1957, primeiro-tenente (USAR)
- 30 de novembro de 1960, capitão (USAR)
- 16 de dezembro de 1965, major (USAR; póstumo)

## Homenagens
No livro de 1965 The Green Berets de Robin Moore, o personagem principal "Sven Kornie" (ou Capitão Steve Kornie) do primeiro capítulo foi baseado em Thorne.
Na década de 1990, o nome de Törni tornou-se mais conhecido, com inúmeros livros sendo escritos sobre ele. Ele foi nomeado 52.º na lista Suuret Suomalaiset de finlandeses famosos; na lista da revista Suomen Sotilas (Soldado da Finlândia) de 2006, ele foi eleito o mais corajoso dos destinatários da Cruz de Mannerheim.
Na Finlândia, os sobreviventes, amigos e familiares do Destacamento Törni formaram a Lauri Törni Tradition Guild. O Museu da Infantaria (Jalkaväkimuseo) em Mikkeli, Finlândia, tem uma exposição dedicada a Törni, assim como o Museu Militar da Finlândia em Helsinque.
Mesmo antes de sua morte, o nome de Thorne era lendário nas Forças Especiais dos EUA. Seu memorial nos Estados Unidos é o Larry Thorne Headquarters Building, 10.º SFG(A), Fort Carson, Colorado. O 10.º Grupo o homenageia anualmente ao apresentar o Prêmio Larry Thorne ao melhor Destacamento Operacional-Alfa no comando. O Capítulo 33 da Special Forces Association em Cleveland, Tennessee leva o nome dele.
Em 2010, ele foi nomeado como o primeiro Membro Honorário do Regimento de Forças Especiais do Exército dos Estados Unidos e em 2011 foi introduzido no Salão de Honra Commando do Comando de Operações Especiais dos Estados Unidos (USSOCOM).
Em seu livro de 2013 Tuntematon Lauri Törni [O Desconhecido Lauri Törni], os autores Juha Pohjonen e Oula Silvennoinen escrevem que a condenação de Törni por traição foi justificada porque o treinamento que ele recebeu da SS no final da Segunda Guerra Mundial foi fornecido para ajudar a conseguir um golpe nacional-socialista na Finlândia. Esta visão foi contestada pelos membros da Törni Heritage Guild, Markku Moberg e Pasi Niittymäki, que reconhecem que Törni enfrentou pressão da guerra e do consumo de álcool, mas afirmam que ele não apoiou a Alemanha. Além disso, o historiador finlandês e posteriormente ministro da Defesa (2015–2019) Jussi Niinistö, do populista e direitista Partido dos Finlandeses, argumentou que o treinamento de Törni foi realmente motivado pelo patriotismo em relação ao seu país natal e acusou Pohjonen e Silvennoinen de incitar o ódio para promover as vendas de seu livro, ignorando "o fato de que na Finlândia havia um medo genuíno de que a Rússia ocupasse a Finlândia".